# Transfluencja lodowca
Transfluencja lodowca – przelewanie się lodowca z jednej doliny do drugiej przez grzbiet lub przełęcz. Zjawisko ma miejsce wtedy, gdy grubość masy lodu jest większa od wysokości grzbietu ograniczającego dolinę wypełnioną lodem.
Zjawisko transfluencji zachodziło w plejstocenie w Tatrach m.in. na przełęczy Palenica Jałowiecka, gdzie jęzor lodowcowy z Zadnich Kotlin przelewał się przez grań Tatr Zachodnich na jej północną stronę. W Polsce podobne zjawisko miało miejsce w Dolinie Olczyska, do której docierał lodowiec z sąsiedniej Doliny Suchej Wody Gąsienicowej.